# Xã Emmet, Quận Renville, Minnesota
Xã Emmet (tiếng Anh: Emmet Township) là một xã thuộc quận Renville, tiểu bang Minnesota, Hoa Kỳ. Năm 2010, dân số của xã này là 226 người.